# 雲谷地区
雲谷地区（ウンゴクちく）は、朝鮮民主主義人民共和国平安南道に属していた行政区域。

## 地理
平安南道の北部に位置する安州市の南部にあたる。

## 歴史
日本統治時代には平安南道安州郡に属する雲谷面であった。
1997年8月、平安南道の安州市および順川市から一部地域を分離し、雲谷地区を新設した。
2006年9月現在、大韓民国統一部は「雲谷地区」という行政区域がなくなったものと観測している。

### 年表
この節の出典
- 1997年8月 - 平安南道安州市龍田里・龍潭里・龍伏里・九龍里・盤龍里・中興里・立石里、順川市新興里をもって、雲谷地区を設置。(1労働者区8里)
  - 龍伏里・中興里の各一部が合併し、氈山労働者区が発足。
- 2006年9月頃 - 雲谷地区廃止。
  - 氈山労働者区・龍田里・龍潭里・龍伏里・九龍里・盤龍里・中興里・立石里・新興里が安州市に編入。
- 2013年1月頃 - 韓国統一部は雲谷地区が存在しているとみている

## 註
1. ↑  「北韓、平南に雲谷地区新設」、朝鮮日報NKchosun、2002年3月20日付 （朝鮮語）
2. ↑  大韓民国統一部「북한에서 쓰고 있는 도･시･군･구역〔北韓で使われている道・市・郡・区域〕」（2006年9月現在）
3. ↑  평안남도 운곡지구 역사